# Bouanzé
Bouanzé este o comună din departamentul Ould Yengé, Regiunea Guidimakha, Mauritania, cu o populație de 6.905 locuitori.